# (8180) 1992 PY2
(8180) 1992 PY2 là một tiểu hành tinh vành đai chính. Nó được phát hiện bởi Henry E. Holt ở Đài thiên văn Palomar ở Quận San Diego, California, ngày 6 tháng 8 năm 1992.